# Riksväg 50
| 50 |

Riksväg 50 er en ca. 466 km lang riksväg, som løber mellem Jönköping og Söderhamn i Sverige. På strækningen Jönköping−Mjölby er den såkaldt gæstevej på E4, og på strækningen Borlänge−Falun på E16. Vejen har kælenavnet Bergslagsdiagonalen.

## Vejstandard og -forløb
Vejen regnes som en national stamvej på strækningen (Jönköping−)Mjölby−Borlänge, og som normal riksväg i øvrigt. Siden 2009 er også strækningen Borlänge−Falun national stamvej som en del af E16.
Mellem Mjölby og Motala er vejen niveaudelt og mødefri med forbud mod langsomtkørende trafik. Strækningen Mjölby−Skänninge har fire spor, mens Skänninge−Motala er en 2+1-vej (her løber vejen parallelt med jernbanen) og gennem Motalas vestlige del har den igen fire spor (med bro over Motalaviken−Motalabron) for straks nord for Motala igen at blive en almindelig landevej med 2+1-udformning.
Resten af strækningen Motala−Askersund−Hallsberg er en almindelig landevej, som er relativt smal. Ved Hammarsbroarna passeres der vandløb og sund. Den sidste del før Hallsberg er også en 2+1-vej nogle kilometer. Fra Hallsberg til Örebro er vejen motorvej sammen med E20 ca. 30 km.
Vejen passerer igennem byområdet Lillån lige nord for Örebro. Herefter er vejen udformet som mødefri landevej med fire spor (2+2-vej) til Axbergshammar 18 km nord for Örebro. I efteråret 2018 blev der færdigbygget en 2+1-vej, som strækker sig frem til länsväg 244 ved Lilla Mon. Herefter fortsætter riksvägen som 2+1-vej frem til den sydlige afkørsel til Lindesberg, hvorefter der kommer et langt stykke uden mødeadskillelse.
Ved Grängesberg går vejen lige gennem byområdet. En strækning (gennem jerbaneporten "Dalporten") er hastighedsbegrænset til 30 km/t. Der er blevet gennemført et forstadie for at belyse muligheden for en forbikørsel, alternativt bedre gennemkørsel, men der er ikke afsat nogle midler til planperioden 2010−2021.
Også ved Ludvika går vejen lige igennem byens centrum. Der findes en fremtidig arbejdsplan for bygningen af den forbi-/gennemkørsel, som har været planlagt i flere årtier men den blev afvist af regeringen i 2003.
Mellem Persbo og Borlänge er det en 2+1-vej med en hastighedsbegrænsning på 100 km/t.
Mellem Falun og Borlänge er riksvägen med fire spor men ikke skiltet som motorvej, men dog 110 km/t. De forhold som adskiller den nybyggede nordlige del fra en motorvej er blandt andet bredden samt udseendet på busstoppestedsbaner og en trafikpladstilkørsel, som mangler accelerationsspor. Her deler vejen strækning med E16.
På strækningen nord for Falun er der ingen mødeadskillelse. Standarden varierer, og hastighedsbegrænsningen ligger som udgangspunkt på 80 og 90 km/t. Vejen løber gennem de centrale dele af Bollnäs, og slutter ved krydset ved E4 i udkanten af Söderhamn.
| Delstrækning                         | Delstrækning                      | Afstand | Fartgrænse | Vejstandard |
| ------------------------------------ | --------------------------------- | ------- | ---------- | --- |
| Jönköping - Mjölby, se Europavej E4. |                                   |         |            | |
| Mjölby Trafikplats Mjölby V          | Skänninge Trafikplats Skänninge N | 9 km    |            | 2+2-vej. |
| Skänninge Trafikplats Skänninge N    | Nykyrka                           | 25 km   |            | 2+1-vej. 2+2-vej, 80 km/t gennem Motala. |
| Nykyrka                              | Medevi                            | 7 km    |            | Landevej. 70 km/t nær Nykyrka. |
| Medevi                               | Brattebro                         | 10 km   |            | Landevej. |
| Brattebro                            | Rude                              | 12 km   |            | 2+1-vej. 80 km/t over Hammarsbroarna. |
| Rude                                 | Askersund                         | 5 km    |            | Landevej. |
| Askersund                            | Falla                             | 6 km    |            | Landevej. |
| Falla                                | Åsbro                             | 9 km    |            | Landevej. 70 km/t forbi Åsbro. |
| Åsbro                                | Hallsberg Trafikplats Brändåsen   | 8 km    |            | 2+1-vej. |
| Hallsberg Trafikplats Brändåsen      | Örebro Trafikplats Adolfsberg     | 20 km   |            | Motorvej (2+2) Fælles med E20. |
| Örebro Trafikplats Adolfsberg        | Örebro Trafikplats Norrplan       | 9 km    |            | Motorvej (2+2) Fælles med E18 och E20. |
| Örebro Trafikplats Norrplan          | Förlunda                          | 4 km    |            | 2+2-vej. |
| Förlunda                             | Axbergshammar                     | 11 km   |            | 2+2-vej. 70 km/t gennem visse krydsninger. |
| Axbergshammar                        | Lilla Mon Trafikplats Lilla Mon   | 6 km    |            | 2+1-vej. |
| Lilla Mon Trafikplats Lilla Mon      | Rya                               | 11 km   |            | 2+1-vej. |
| Rya                                  | Persbo                            | 95 km   |            | Landevej. 50-70 km/t gennem Guldsmedshyttan. 70 km/t gennem Lerviken. 30-70 km/t gennem Grängesberg. 40-70 km/t gennem Ludvika. 70 km/t gennem visse krydsninger. |
| Persbo                               | Borlänge Ritaregatan              | 30 km   |            | 2+1-vej. 80 km/t forbi Baggbo. |
| Borlänge Ritaregatan                 | Borlänge Trafikplats Islingby     | 4 km    |            | 2+2-vej. Fælles med E16 fra Backarondellen. |
| Borlänge Trafikplats Islingby        | Falun Cirkulationsplats Pilbo     | 16 km   |            | 2+2-vej. Fælles med E16. |
| Falun Cirkulationsplats Pilbo        | Falun Hökviksvägen                | 4 km    |            | Landevej. Fælles med E16. |
| Falun Hökviksvägen                   | Svabensverk                       | 55 km   |            | Landevej. 60 km/t gennem Toftbyn. 50 km/t gennem Enviken. 60 km/t gennem Yttertänger.                                                                             |
| Svabensverk                          | Alfta                             | 45 km   |            | Landevej. |
| Alfta                                | Glössbo                           | 37 km   |            | Landevej. 40-70 km/t gennem Bollnäs. 50-70 km/t gennem Glössbo.                                                                                                   |
| Glössbo                              | Söderhamn                         | 23 km   | \| \|      | Landevej. 70 km/t nær Söderhamn. |
|                                      |                                   |         |            | |

## Fremtidige planer
|  | Projekt under udvikling Denne artikel eller dette afsnit handler om et planlagt eller forventet projekt under udvikling. Der kan forekomme spekulativ information, og indholdet kan ændres når projektets udvikling eventuelt standses eller skrider frem og mere information bliver tilgængelig. . |

Mellem Nykyrka og Brattebro (en strækning på 16 km, på strækningen Motala-Askersund) er det planlagt at bygge vejen om til en mødefri landevej. Byggestarten er ikke besluttet, men kan blive omkring 2020.
Mellem Brattebro og Rude er vejen allerede blevet bygget om til en mødefri landevej. Det fandt sted i november 2013.
Mellem Rude og Åsbro, via Askersund (20 km) bygges vejen om til en mødefri landevej (2+1-vej). Byggeriet var planlagt til at være færdigt i efteråret 2018.
Mellem Axbergshammer og Lilla Mon (5 km på strækningen Örebro-Lindesberg) er det planlagt at bygge vejen om til en mødefri landevej. Byggestarten var planlagt til tidligst 2016.
Ved Lillån i Örebro kommun er der på længere sigt planlagt en forbikørsel.[kilde mangler] I dag går vejen lige igennem Lillån og deler byområdet i to dele.

## Alternative veje
Riksväg 50 (ca. 466 km) er ikke den hurtigste og smidigste vej mellem Mjölby og Söderhamn i sin helhed. Hurtigst og smidigst, men længere, end E4 med sine 470 km mellem Mjölby og Söderhamn. Man kan også med fordel benytte:
- Vej 50 og vej 68 samt E4 (451 km) via Örebro og Fagersta.
- Vej 50, E18, vej 56 og E4 (456 km) via Örebro og Västerås.
- Vej 50, E16 og E4 (488 km) via Örebro og Falun.
- Vej 55 via Norrköping og Strängnäs og E4 (487 km) fra Uppsala.
- Vej 56 via Nörrköping og Gävle og derfra E4 (471 km).

## Historie

### Nummerhistorie
I årene 1962 til 2001 var det udelukkende delen (Jönköping–)Ödeshög–Örebro som hed riksväg 50, men den 1. oktober 2001 blev den slået sammen med den daværende riksväg 60 (Örebro−Falun), länsväg 294 (Falun–Alfta) og en del af länsväg 301 til den nuværende, længere riksväg 50. Mellem 1962 og 1985 var delen Falun−Alfta en sekundær länsväg, mens Alfta−Söderhamn hed riksväg 82. Mellem 1945 og 1962 var strækningen Ödeshög−Hallsberg riksväg 8, og Örebro−Falun en del af riksväg 10. Falun−Alfta var småveje, og Alfa−Söderhamn länsväg 306.

### Byggehistorie
Riksväg 50 fik i oktober 2013 en ny strækning mellem Motala og Mjölby. Vejen blev her udformet som mødefri landevej med midterrabat, og løber det meste af vejen parallelt med jernbanen som også blev ombygget i samme projekt. Der blev bygget en høj bro over vejen nær Motala, og vejen blev åbnet for trafik den 9. oktober 2013. Da den nye strækning blev taget i brug, blev den daværende riksväg 50 mellem Ödeshög og Motala nedklassificeret til sekundær länsväg med nummeret E919.
Strækningen Motala−Sänna er den samme vej som i 1940'erne, det er kun to korte strækninger ved Nykyrka og Medevi som er nyere. Vejen og broen over Stora Hammarsundet er fra midten af 1990'erne, mens vejen syd om Askersund er den samme som i 1940'erne. Strækningen Askersund−Lerbäck blev bygget i 1960'erne, Lerbäck−Åsbro i 2000'erne og Åsbro−E20 i 1970'erne. Motorvej E20/riksväg 50 er bygget i perioden 1973−1981.
Strækningen Örebro−Lilla Mon er bygget i de tidligere 1960'ere og Lilla Mon−sydlige Lindesberg i 1990'erne. Omkørslen forbi Lindesberg er fra de tidlige 1980'ere, mens vejen gennem Storå og videre nordpå til Kopparberg følger stort set den samme strækning som i 1940'erne men siden er blevet bredere og rettet ud, og ombygget i mindre portioner. Omkørslen forbi Kopparberg blev færdig i 1988, mens vejen fra Kopparberg og nogen mil nord om Ludvika er bygget før 1950. Fortsættelsen til Börlange er bygget i 1960'erne og 1980'erne. Mellem Falun og Börlange har riksvägen fire spor men er ikke skiltet som motorvej. Mellem Ornäs og Falun blev den klar i november 2005. Vejen er en fortsættelse af motorvejen som blev bygget fra Börlange til Ornäs, ca. 6-7 km, i 1960'erne. Strækningen Börlange−Ornäs mistede sin motorvejsstatus i 1990'erne samtidig med at vejkanterne på broen over Dalälven blev lavet om til fortov og cykelstier.
Vejens første mil nord for Falun er bygget i 1990'erne, mens den lange vej til Alfta følger den samme strækning som i 1940'erne, dog asfalteret og bredere og med visse kurver rettet ud. Siden 2006 er der blevet gennemført forbedringsarbejder på strækningen Lamborn−Svabensverk−Älvkarhed, hvorigennem vejen har fået øget sin bæreevne til tunge køretøjer og er blevet gjort bredere. Strækningen Alfta−Bollnäs er blevet bygget i 1980'erne, mens strækningen Bollnäs−Söderhamn hovedsageligt er fra slutningen af 1950'erne.
Den ældre strækning Ödeshög−Motala, den nuværende länsväg E919, er stort set den samme vej som i 1940'erne. Strækningen Ödeshög-Hästholmen-Alvastra er dog bygget senere ligesom omkørslen forbi Vadstena, som blev færdig i september 2013. Den blev bygget på grund af at vejen tidligere gik lige igennem byområdet samt at en stor mængde tunge køretøjer trafikerede vejen.

## Trafikpladser og tilslutninger
| Type | Nummer                                    | Navn                        | Skiltning                                                   |
| --- | ----------------------------------------- | --------------------------- | ----------------------------------------------------------- |
| Firesporet vej med niveaudelte krydsninger, Mjölby−Skänninge                                                   |                                           |                             |                                                             |
| |                                           | Trafikplats Mjölby Västra   | E4 Stockholm, Helsingborg 32 Vetlanda                       |
| |                                           | Trafikplats Hulje           | Mjölby V C, Hogstad, Bjälbo, Högby                          |
| |                                           | Trafikplats Skänninge Södra | Skänninge S, Ullekalv                                       |
| |                                           | Trafikplats Skänninge Norra | Skänninge 206 Vadstena, Mantorp                             |
| Landevej Skänninge−Hallsberg, helt niveaudelt Skänninge−Motala, enkelte niveaudelte krydsninger findes ovenfor |                                           |                             |                                                             |
| |                                           | Trafikplats Fågelsta        | Fågelsta                                                    |
| |                                           | Trafikplats Södra Freberga  | Vadstena, Södra Freberga                                    |
| |                                           | Trafikplats Motala Södra    | Motala S C                                                  |
| |                                           | Motalabron                  | over Motalaviken, 620 m                                     |
| |                                           | Trafikplats Motala Centrum  | Motala C                                                    |
| |                                           | Trafikplats Motala Norra    | 34 Linköping, Vimmerby, Kalmar                              |
| |                                           | Hammarsundsbron             | over Stora Hammarsundet, ca. 500 m                          |
| |                                           | Askersund                   | 49 Skara                                                    |
| |                                           | Askersund                   | 205 Karlskoga                                               |
| |                                           |                             | Östansjö, Hallsberg                                         |
| | Motorvej Hallsberg–Örebro, sammen med E20 |                             |                                                             |
| | 106                                       | Trafikplats Brändåsen       | E20 Göteborg                                                |
| | 107                                       | Trafikplats Byrstatorp      | Hallsberg N, Kumla S 51 Norrköping 52 Nyköping              |
| | 108                                       | Trafikplats Ekeby           | Kumla N, Mosås                                              |
| | 109                                       | Trafikplats Marieberg       | Marieberg, Täby, shoppingcenter, Törsjöterminalen, travbane |
| | 110                                       | Trafikplats Adolfsberg      | Pilängen, Adolfsberg, E18 Karlstad, Oslo                    |
| | 111                                       | Trafikplats Aspholmen/Bista | Centrum, Söder, Mässan, sygehus                             |
| | 112                                       | Trafikplats Karlslundsgatan | Garphyttan, Ånnaboda, Väster                                |
| | 113                                       | Trafikplats Ekersvägen      | Närkes Kil, Tysslingen                                      |
| | 114                                       | Trafikplats Hedgatan        | Vivalla, Eurostop                                           |
| | 115                                       | Trafikplats Norrplan        | E18 E20 Stockholm                                           |
| Landevej Örebro−Borlänge, enkelte niveaudelte krydsninger findes                                               |                                           |                             |                                                             |
| |                                           | Trafikplats Förlunda        | Kårsta                                                      |
| |                                           | Hovsta                      | Hovsta                                                      |
| |                                           |                             | Dyltabruk, Kvinnersta                                       |
| |                                           |                             | Åby, Enbacken                                               |
| |                                           |                             | Seltorp                                                     |
| |                                           | Axbergshammar               | Arboga/Frövi, Lockenkil                                     |
| |                                           | Trafikplats Lilla Mon       | 244 Nora, Hällefors                                         |
| |                                           | Rya                         | 249 Arboga                                                  |
| |                                           | Lindesberg                  | 68 Fagersta, Avesta, Gävle                                  |
| |                                           | Storå                       | Stråssa                                                     |
| |                                           | Kopparberg                  | 233 Skinnskatteberg                                         |
| |                                           | Kopparberg                  | 63 Karlstad                                                 |
| |                                           | Ludvika                     | 66 Fagersta, Västerås                                       |
| |                                           | Ludvika                     | 245 Hagfors 66 Vansbro, Sälen                               |
| |                                           | Trafikplats Paradisvägen    | Skräddarbacken, Hjärpbo                                     |
| |                                           | Borlänge Backarondellen     | 70 Leksand, Mora E16 Vansbro, Oslo, Centrum                 |
| |                                           | Borlänge                    | Centralstation                                              |
| |                                           | Borlänge Tunavägen          | Åselby                                                      |
| |                                           | Borlänge Grådarondellen     | 70 Säter, Enköping                                          |
| Firesporet vej med niveaudelte krydsninger Borlänge–Falun                                                      |                                           |                             |                                                             |
| |                                           |                             | over Dalälven, ca. 250 m                                    |
| |                                           | Trafikplats Islingby        | Domnarvet, Torsång                                          |
| |                                           | Trafikplats Ornäs           | Ornäs, Aspeboda                                             |
| |                                           | Trafikplats Karlsvik        | Olsbacka                                                    |
| |                                           | Trafikplats Tallen          | Källviken, Främby                                           |
| Landevej Falun–Söderhamn                                                                                       |                                           |                             |                                                             |
| |                                           | Falun Pilborondellen        | Samuelsdal                                                  |
| |                                           | Falun Gruvrondellen         | Centrum                                                     |
| |                                           | Falun                       | 293 Leksand                                                 |
| |                                           | Falun Jungfrubergsrondellen | 69 Rättvik                                                  |
| |                                           | Falun                       | E16 Hofors, Gävle 69 Hedemora, Fagersta (riksväg 50 drejer) |
| |                                           | Alfta                       | 301 Edsbyn, Rättvik                                         |
| |                                           | Bollnäs                     | 83 Gävle                                                    |
| |                                           | Bollnäs                     | 83 Ljusdal, Ånge                                            |
| |                                           | Trafikplats Söderhamn södra | E4 Motortrafikvej Sundsvall, Stockholm                      |